# David Boui
David Sylvère Patrick Boui (* 28. Juni 1988 in Bangui) ist ein zentralafrikanischer Taekwondoin, der im Bantam- und Federgewicht aktiv ist.
Boui nahm an der Weltmeisterschaft 2009 in Kopenhagen und 2011 in Gyeongju teil, schied in der Klasse bis 63 Kilogramm aber jeweils nach dem Auftaktkampf aus. Beim afrikanischen Olympiaqualifikationsturnier 2012 in Kairo siegte er im Finale der Klasse bis 68 Kilogramm gegen Isah Mohammad und qualifizierte sich für die Olympischen Spiele 2012 in London. Dort belegte er den siebten Platz.